# Analyse de variance multivariée
L'analyse de variance multivariée (ou MANOVA pour « Multivariate analysis of variance ») est un test statistique qui vise à déterminer si des facteurs qualitatifs ont des effets significatifs sur plusieurs variables dépendantes quantitatives prises collectivement. 
En cela, la MANOVA est donc une généralisation de l'analyse de la variance (ANOVA), qui est univariée, c'est-à-dire qui ne porte que sur une seule variable dépendante. 
La MANOVA est également utilisée afin d'dentifier des interactions entre les variables dépendantes et entre les variables indépendantes.